# Ferrovia Milano-Asso
La ferrovia Milano-Asso è una linea ferroviaria di proprietà regionale a scartamento ordinario che collega Milano all'area canzese-assese, passando per Erba ed altre località brianzole. L'impianto capotronco settentrionale è la stazione di Canzo-Asso, il cui nome composito deriva dal fatto che si trova nel territorio del comune di Canzo, ma in posizione tale che possa servire anche il vicino comune di Asso.
La gestione dell'infrastruttura ferroviaria e delle stazioni è svolta da FerrovieNord, società del Gruppo FNM che ne avrà competenza fino al 31 ottobre 2060, sulla base delle concessioni rinnovate con Decreto Dirigenziale del Ministero dei trasporti e della navigazione n. 3239/2000.
Il servizio passeggeri regionale e suburbano è operato da Trenord sulla base di un contratto di servizio stipulato con la Regione Lombardia e relativo al periodo 2015-2020.

## Storia
| Tratta                                    | Inaugurazione     |
| ----------------------------------------- | ----------------- |
| Milano–Paderno Dugnano                    | 16 luglio 1879    |
| Paderno Dugnano–Bovisio Masciago-Mombello | 14 agosto 1879    |
| Bovisio Masciago–Seveso                   | 27 settembre 1879 |
| Seveso–Mariano Comense                    | 18 ottobre 1879   |
| Mariano Comense–Inverigo                  | 22 novembre 1879  |
| Inverigo–Erba                             | 31 dicembre 1879  |
| diramazione Seveso–Lentate                | 20 giugno 1880    |
| Erba–Asso                                 | 16 giugno 1922    |

### Progetto e costruzione
Nel 1877 il belga Albert Vaucamp, che aveva ottenuto la concessione della ferrovia Milano-Saronno, presentò al Ministero dei lavori pubblici la domanda di costruzione di una nuova linea ferroviaria che collegasse Erba a Milano, utilizzando il tronco Milano Bovisa-Milano Cadorna. Il progetto era redatto dall'ingegner Ambrogio Campiglio e prevedeva una diramazione che unisse la stazione di San Pietro martire a quella di Camnago-Lentate sulla Milano-Chiasso.
La convenzione fu stipulata il 18 maggio 1877 e approvata con atto legislativo il 15 giugno dello stesso anno. Con Regio Decreto del 7 marzo 1878 fu approvata la cessione della concessione alla Società anonima delle Ferrovie Milano-Saronno e Milano-Erba (FMSME) che nel 1883 diventò Società Anonima delle Ferrovie Nord Milano (FNM).

### Primi anni d'esercizio
La linea ferroviaria fu inaugurata ufficialmente il 31 dicembre 1879, sebbene nei mesi precedenti i tronchi fossero già stati aperti all'esercizio man mano che venivano completati e collaudati. Il 28 giugno dell'anno successivo fu aperto al traffico la diramazione da Seveso San Pietro a Camnago-Lentate. Questo tronco si connetteva alla Milano-Chiasso riducendo di 6 chilometri la lunghezza del collegamento fra Milano e Como: pertanto la Società Anonima organizzò subito delle coppie di treni Milano Cadorna-Camnago in coincidenza con i direttissimi che si fermavano presso la stazione di Camnago-Lentate da e per Como e la Svizzera.
Il tronco Milano Cadorna-Milano Bovisa, essendo in comune con la ferrovia Milano-Saronno, era dotato di due binari a livello stradale. Nel 1887, su richiesta della Società per le Strade Ferrate del Mediterraneo per il necessario ampliamento dello scalo merci di Milano Porta Sempione, le Ferrovie Nord procedettero all'abbassamento in trincea del tratto che incrociava il tronco di collegamento tra la vecchia stazione Centrale e la stazione di Milano Porta Genova. Nel 1895, a seguito della necessità di ampliare il parco manovra di via Mario Pagano, fu trasferito in trincea anche il tratto fino a Milano Cadorna.
Nel 1888, in collaborazione con la Società Italiana per le strade ferrate meridionali, le Ferrovie Nord Milano costruirono un nuovo impianto a Merone, denominato Merone-Ponte Nuovo, perché potesse essere utilizzato dalla ferrovia Como-Lecco. La vecchia stazione di Merone fu pertanto abbandonata.

### La prima metà del Novecento: potenziamento dell'infrastruttura

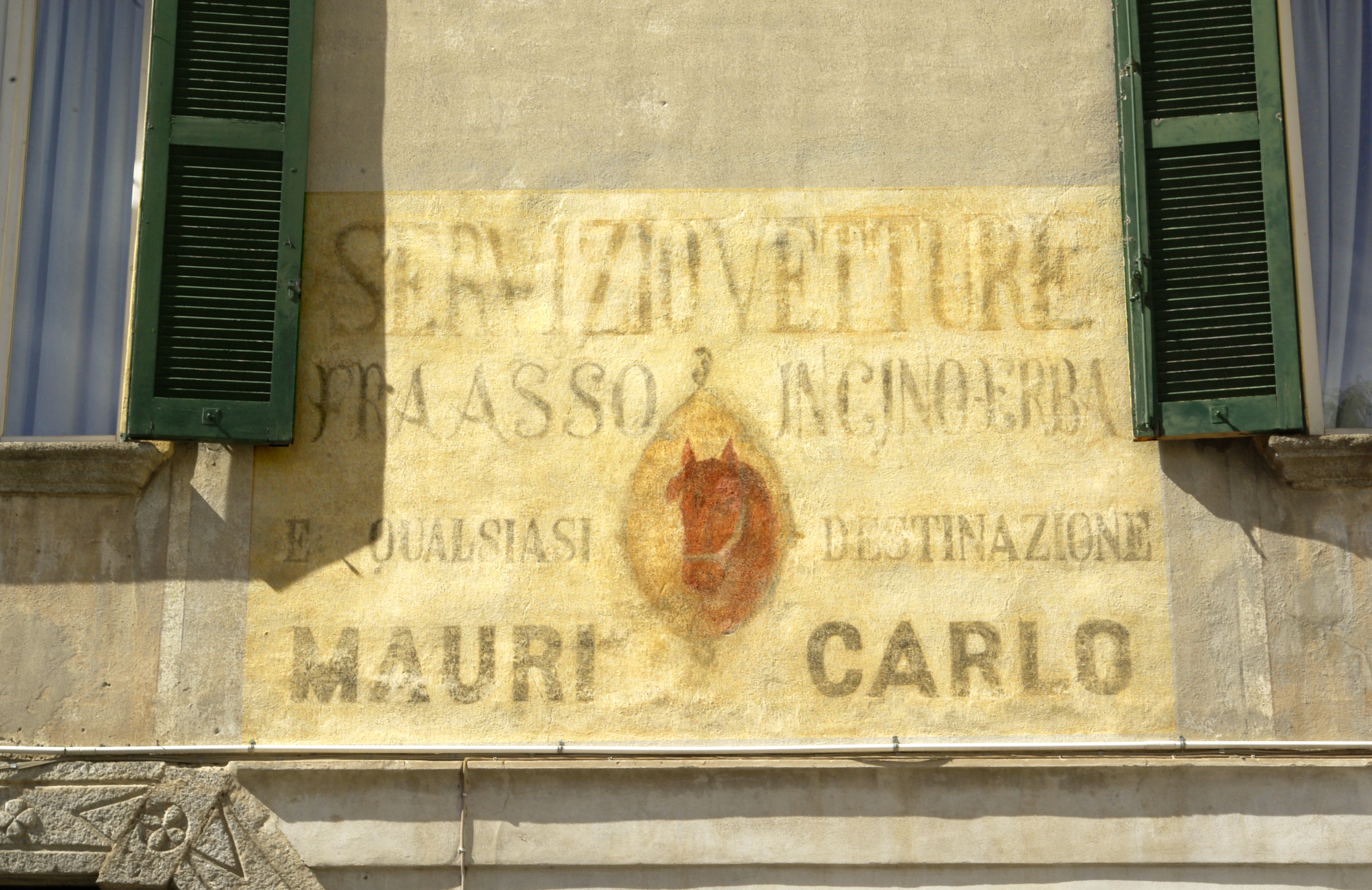
Un'insegna dipinta su un muro di Asso di servizio a cavalli da e per Erba-Incino che si espletava prima dell'introduzione della strada ferrata

Nonostante l'entità del traffico registrato fin dalla sua apertura, la Milano-Erba rimase a binario singolo per diversi anni. Nel 1909 la società ferroviaria milanese presentò domanda per il raddoppio tra Bovisa e Seveso e per la posa del terzo binario fra Milano Bovisa e Affori. Tuttavia la Convenzione fu firmata quattro anni dopo, il 30 luglio 1913, e approvata con il Regio Decreto 29 agosto 1913. L'ingresso in guerra e successivi fattori economici, tra cui il progetto di elettrificazione, spinsero le Ferrovie Nord a rimandare l'esecuzione dell'opera dopo la seconda metà degli anni venti: il doppio binario fu inaugurato fra Bovisa e Varedo il 16 febbraio 1928, quello fra quest'ultima stazione e Bovisio Mombello fu aperto il 30 marzo e Seveso fu servita dalle nuove rotaie l'8 maggio..
Era in progetto di collegare Arosio e Romanò Fornaci con la linea Renate-Romanò Fornaci e con la Monza-Molteno, all'epoca gestite fino al 1913 dalle Ferrovie Nord, poiché con l'apertura di queste due linee, la zona industriale delle Fornaci di Briosco era intenzionata a realizzare un collegamento diretto a Monza, con eventuale estensione ad Arosio e congiunzione con la linea per Asso, ma il progetto non fu mai realizzato.
Prima del raddoppio, si completò l'estensione della linea fino a Canzo e ad Asso: un progetto già ventilato fin dall'Ottocento e messo in atto durante il secondo decennio del XX secolo. La convenzione per l'esercizio della Erba-Asso stipulata con i ministeri competenti fu approvata con Regio Decreto 5 ottobre 1913, n. 1350. La prima guerra mondiale fermò i lavori che poterono essere ripresi e completati solo al termine del conflitto. La ferrovia fu aperta all'esercizio il 16 giugno 1922 e comportò l'abbandono della stazione di Erba-Incino a favore dell'attuale ubicata nella parte orientale della cittadina comasca. Nello stesso tempo, in quanto per ragioni tecniche non fu possibile raggiungere direttamente Asso, fu aperta la stazione capotronco di Canzo-Asso, posta in territorio di Canzo a servizio anche del comune limitrofo e della Valassina.
Con il Regio Decreto 22 agosto 1925, n. 1577, fu approvata la realizzazione dell'alimentazione elettrica della Milano-Saronno e della Milano-Meda, un progetto i cui primi studi risalivano al 1916. Il sistema optato dalla società milanese era quello a corrente continua a 3000 Volt. I lavori per la messa in opera di pali e catenaria furono completati già nell'autunno del 1928, ma il servizio con la nuova trazione fu attivato solamente nel maggio 1929. Entrambe le linee erano alimentate dalla sottostazione elettrica di Novate Milanese.
Il progetto di elettrificazione permise alle Ferrovie Nord Milano di potenziare le sue linee sociali. Oltre alla realizzazione del raddoppio Bovisa-Seveso, si trasformarono in stazioni le fermate di Affori e Cesano Maderno, si ampliò lo scalo Librera e si costruirono gli scali Simonetta, Bovisasca e quello presso Affori.
Il tronco Meda-Asso e la derivazione Seveso-Camnago rimasero a trazione a vapore per diversi anni. Le Ferrovie Nord presentarono la domanda di elettrificazione nel 1941, assieme alle altre tratte sociali che ne erano prive. Senza attendere alcuna formale concessione, a seguito degli eventi bellici, fu avviata la trazione elettrica sul tronco Seveso-Camnago il 3 aprile 1945. La Meda-Erba, invece, fu aperta con la nuova trazione il 3 dicembre 1947, seguita dalla Erba-Asso il 20 gennaio 1948, anche in questo caso senza attendere formale concessione da parte del Governo. La linea era alimentata da una nuova sottostazione nei pressi della stazione di Erba.

### La seconda metà del Novecento e il terzo millennio

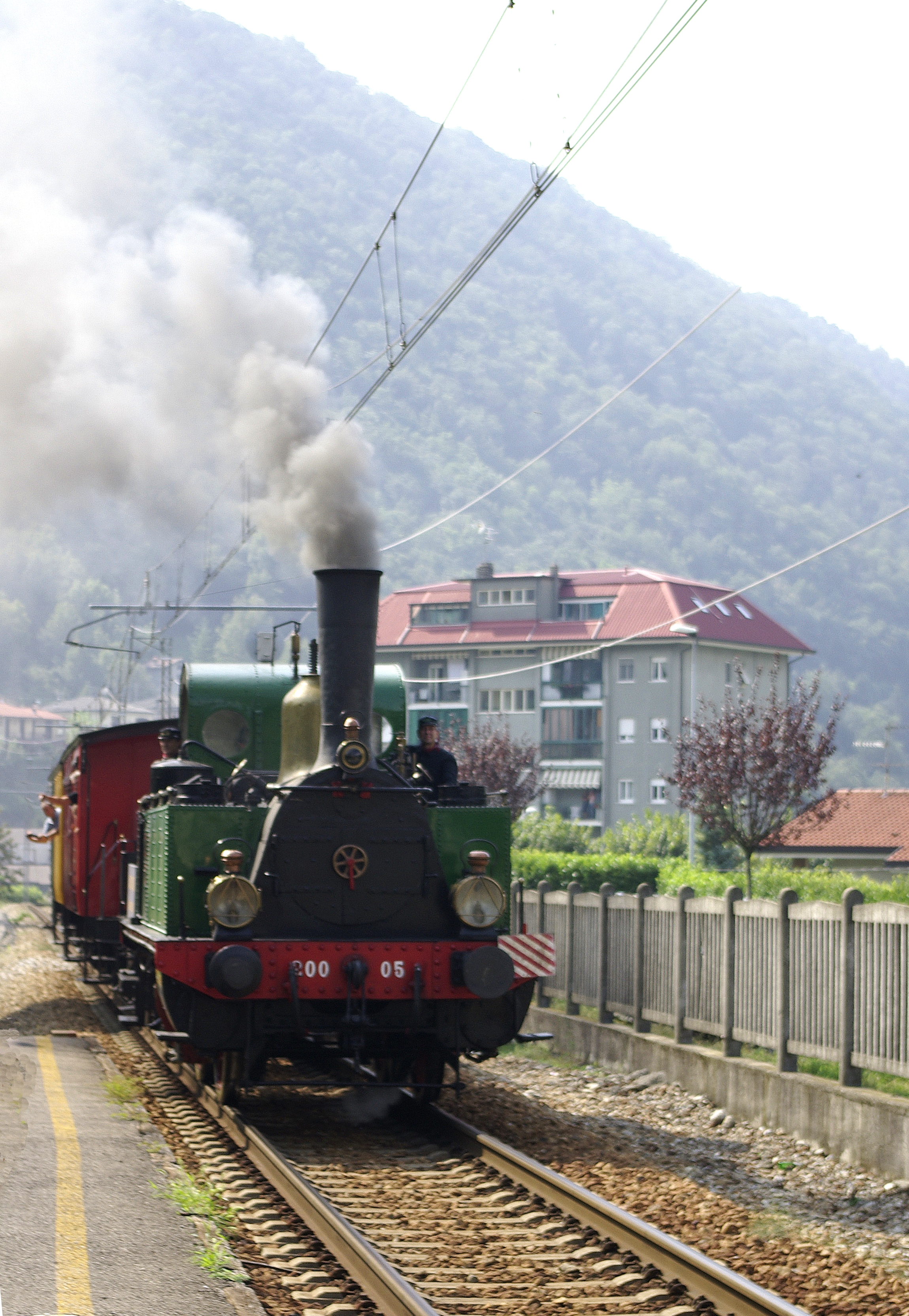
La locomotiva 200-05 delle FNM in arrivo alla stazione di Canzo in testa a un treno storico

Negli anni successivi la linea fu interessata dai diversi piani di rinnovo del materiale rotabile e degli impianti di sicurezza e segnalamento da parte della società ferroviaria milanese.
Nel 1955, la diramazione Seveso-Camnago fu definitivamente chiusa al servizio passeggeri. In precedenza questo tipo di servizio era stato sostituito da un'autolinea dal 1936 fino al secondo dopoguerra, quando le FNM decisero di ripristinarlo. La breve tratta rimase sempre attiva per il trasporto di merci.
Nel 1999 iniziarono i lavori per il quadruplicamento del tronco Milano Cadorna-Milano Bovisa: nel settembre del 2002 fu attivata la prima tratta, da Cadorna alla nuova fermata di Milano Domodossola. Tale impianto fu inaugurato il 15 maggio 2003, in sostituzione della precedente fermata di Milano Bullona. Il 9 settembre 2007 è stata attivata la seconda tratta fino a Bovisa.

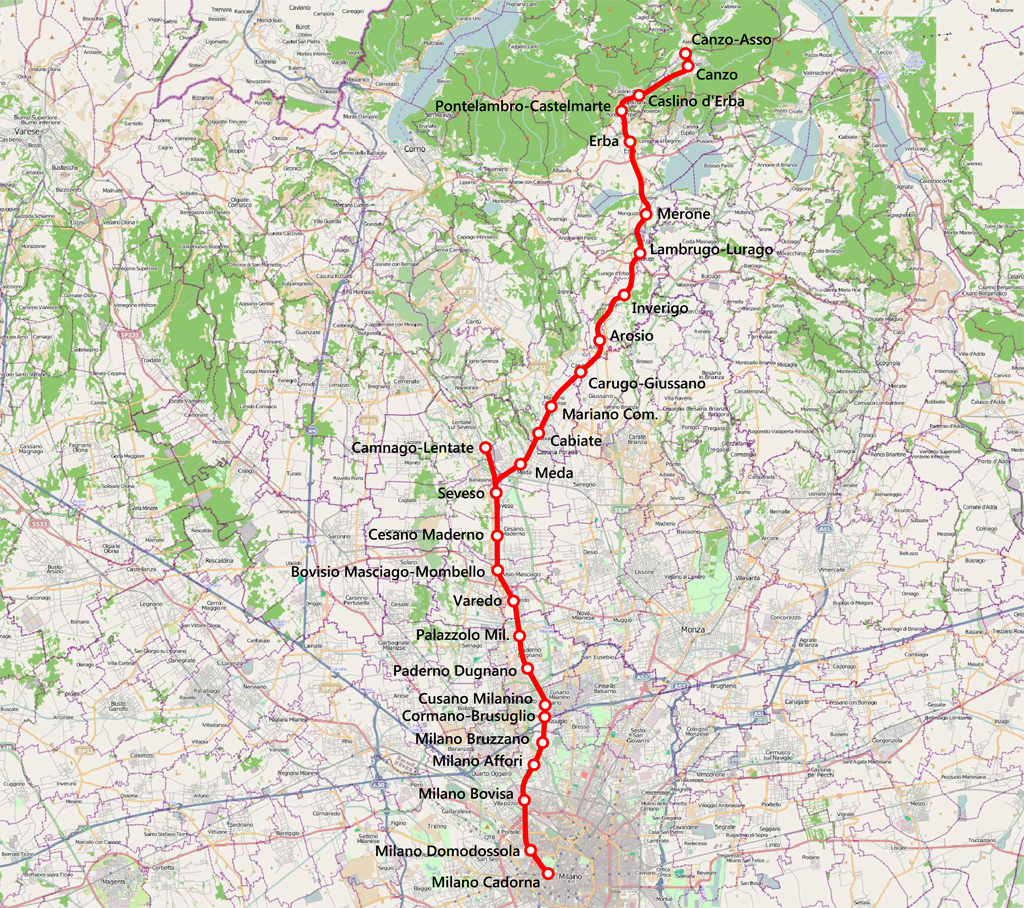
Mappa della linea com’era all’inizio del XXI secolo

Dal dicembre 2004, la ferrovia è interessata da due linee del servizio ferroviario suburbano di Milano, la S2 e la S4, e da un nuovo servizio di treni regionali ad esso complementare. Il 19 febbraio 2006 è stato riaperto al traffico passeggeri il tronco Seveso-Camnago.
Il 26 marzo 2011 è stata aperta la nuova stazione di Affori, a nord della precedente struttura, costruita in una posizione tale da poter garantire un interscambio con la terza linea di metropolitana di Milano. Il 12 giugno dello stesso anno è stata aperta la nuova stazione di Cesano Maderno, posta a nord rispetto precedente impianto, costruita in una posizione in modo da avere un interscambio con la Saronno-Seregno, riaperta al normale traffico passeggeri nel 2012.
Il 25 ottobre 2014 è stata inaugurata la nuova stazione di Milano Bruzzano Parco Nord, in sostituzione del precedente impianto, situato 350 metri più a sud.
Il 26 aprile 2015 è stata inaugurata la stazione di Cormano-Cusano Milanino, sita in posizione intermedia fra le vecchie stazioni di Cormano-Brusuglio e di Cusano Milanino, contestualmente soppresse.
Sulla base del Protocollo di intesa per la definizione degli interventi a completamento e adeguamento del sistema di trasporto su ferro per l'area della Brianza sono previsti alcuni lavori di riqualificazione della Milano-Asso allo scopo di migliorare la sicurezza e l'offerta di trasporto. Gli interventi riguarderebbero l'eliminazione dei passaggi a livello, l'ammodernamento di diverse stazioni della linea, la realizzazione del terzo binario fra Milano Affori e Varedo e il raddoppio del tronco Seveso-Mariano Comense. Il 29 giugno 2017 sono stati approvati i lavori del terzo binario tra le nuove stazioni di Affori e di Cormano-Cusano Milanino, che sono partiti il 17 febbraio 2020 e sono stati portati a termine nella notte tra il 13 e 14 novembre 2021.
Il 24 e 25 marzo 2020 sono stati approvati i progetti di fattibilità tecnica ed economica relativi ai raddoppi delle tratte Seveso-Meda, Seveso-Camnago e Arosio-Inverigo.
A novembre 2023 sono partiti i lavori del nodo di Seveso con i raddoppi delle tratte Seveso-Meda e Seveso-Camnago mentre ad ottobre 2024 il raddoppio Arosio-Inverigo non risultava nei piani di Ferrovienord per mancanza di fondi.
Il 18 aprile 2024 è stato eliminato l'ultimo passaggio a livello della linea all'interno del comune di Milano, nel quartiere di Bruzzano, con la realizzazione di un sottopasso in via Oroboni.  In corrispondenza del cambio d'orario del giugno dello stesso anno, è stato effettuato il prolungamento delle corse della linea S12 provenienti da Melegnano (in totale una decina di coppie per giorno feriale) alla stazione di Cormano-Cusano, in luogo del precedente capolinea di Milano Bovisa; tale prolungamento è stato però disattivato con il successivo cambio d'orario, quello del 15 dicembre 2024.

## Caratteristiche

### Armamento e tipo di trazione
La linea adotta lo scartamento ordinario di 1435 mm. La trazione è elettrica a 3000 V in corrente continua mediante linea aerea di contatto. L'alimentazione viene fornita dalle sottostazioni elettriche di Milano Cadorna, Milano Bovisa, Cusano Milanino, Cesano Maderno, Seveso, Lambrugo ed Erba. 
Nel tratto in comune con la ferrovia Milano-Saronno, tra la stazione di Milano Cadorna e quella di Milano Bovisa, la linea è a quattro binari. Da Milano Bovisa fino a Cormano-Cusano Milanino i binari sono tre, per poi diventare due fino a Seveso. Da questa località fino alla stazione terminale di Canzo-Asso il tracciato è a binario singolo. Nel 2022 è previsto l'inizio dei lavori di raddoppio dei binari nel tratto Seveso-Meda, i quali dovrebbero terminare entro il 2026.
La diramazione che da Seveso giunge fino alla stazione di Camnago-Lentate, a binario singolo, è in previsione di raddoppio, da progetto, entro il 2026

### Sistema di esercizio
La circolazione sul tronco Seveso-Asso è regolata dal Dirigente Centrale Operativo (DCO) con sede presso la stazione di Seveso. Dal 22 agosto 2008, il DCO regola anche il tronco Bovisa-Seveso. Le stazioni sono restate comunque presenziate da Agenti Ferroviari con il compito di controllare gli attraversamenti e svolgere il servizio biglietteria fino agli inizi del 2015 quando, a seguito della realizzazione dei sottopassaggi in quasi tutte le stazioni dotate di due binari, sono state tutte impresenziate ad eccezione di Arosio e Inverigo (non dotate di sottopasso), nonché la stazione di Merone, in comune con la linea Como-Lecco gestita con dirigenza locale.

## Percorso
| Head station |

| Unknown route-map component "exCONTgq" | Unknown route-map component "eKRZu" | Unknown route-map component "exCONTfq" |

| Unknown route-map component "tHSTa@g" |

| Unknown route-map component "etHST" |

| Unknown route-map component "tSTRe" |

| Unknown route-map component "tdCONTgq" | Unknown route-map component "tSTRq" | Unknown route-map component "dKRZt" | Unknown route-map component "tCONTfq" | Unknown route-map component "d" |

| Unknown route-map component "dCONTgq" | Unknown route-map component "LABZq+r" | Unknown route-map component "dKRZo" | Unknown route-map component "CONTfq" | Unknown route-map component "d" |

| Unknown route-map component "LSTRl" | Unknown route-map component "dKRZo" | Unknown route-map component "STR+r" |

| Unknown route-map component "dvCONTgq" | Unknown route-map component "tvSTReq" | Unknown route-map component "STRq-" + Unknown route-map component "lMKRZo-" + Unknown route-map component "SPLa" + Unknown route-map component "vSTR+rf-" + Unknown route-map component "STRc2" | Unknown route-map component "dSTR+r-" + Unknown route-map component "MASKe" + Unknown route-map component "dSTR3" |  |

|  | Unknown route-map component "vBHF" + Unknown route-map component "v-STR+1" | Unknown route-map component "STRc4" |

|  | Unknown route-map component "SPLel+g" | Unknown route-map component "CONTfq" |

| Unknown route-map component "CONTgq" | Unknown route-map component "KRZu" | Unknown route-map component "CONTfq" |

| Unknown route-map component "eBHF" |

| Station on track |

| Unknown route-map component "eBHF" |

| Stop on track |

| Unknown route-map component "SKRZ-Au" |

| Unknown route-map component "eBHF" |

| Station on track |

| Unknown route-map component "eBHF" |

| Stop on track |

| Station on track |

| Small bridge over water |

| Stop on track |

| Stop on track |

| Unknown route-map component "d" |  | Unknown route-map component "eBHF" | Unknown route-map component "STRc2" | Unknown route-map component "d-CONT3" |

| Unknown route-map component "d" | Unknown route-map component "CONTgq" | Tower station on transverse bridge over straight track | Unknown route-map component "STRr+1" | Unknown route-map component "d" + Unknown route-map component "STRc4" |

| Small bridge over water |

| Station on track |

| Unknown route-map component "CONT2" | Unknown route-map component "ABZg2" + Unknown route-map component "STRc3" | Unknown route-map component "STRc3" |

| Unknown route-map component "d" | Unknown route-map component "STRc1" | Unknown route-map component "KRZ2+4u" + Unknown route-map component "STRc1" | Unknown route-map component "STRc3" + Unknown route-map component "LSTR+4" | Unknown route-map component "d" |

| Unknown route-map component "d" |  | Unknown route-map component "STR+c1" | Unknown route-map component "LSTRl+4" + Unknown route-map component "LSTRl" | Unknown route-map component "dCONTfq" |

| Small bridge over water |

| Unknown route-map component "uexCONTgq" | Unknown route-map component "emKRZ" | Unknown route-map component "uexSTR+r" |

|  | Station on track | Unknown route-map component "uexBHF" |

|  | Stop on track | Unknown route-map component "uexBHF" |

|  |  | Straight track | Unknown route-map component "uexSTRl" | Unknown route-map component "uexCONTfq" |

| Station on track |

| Stop on track |

| Unknown route-map component "exLCONTgq" | Unknown route-map component "eLABZg+r" + Straight track |  |

| Station on track |

| Station on track |

| Unknown route-map component "HSTeBHF" |

|  | Unknown route-map component "ABZg+l" | Unknown route-map component "CONTfq" |

| Station on track |

| Unknown route-map component "CONTgq" | Unknown route-map component "ABZgr" |  |

|  | Unknown route-map component "eHST" |

| Unknown route-map component "KRW+l" | Unknown route-map component "xKRWgr" |  |

| Straight track | Unknown route-map component "exKBHFe" |  |

| Unknown route-map component "uexCONTgq" | Unknown route-map component "emKRZu" | Unknown route-map component "uexBHFq" | Unknown route-map component "uexCONTfq" |  |

| Station on track |

| Unknown route-map component "eLABZgl" + Straight track | Unknown route-map component "exLCONTfq" |  |

| Unknown route-map component "hKRZWae" |

| Unknown route-map component "eHST" |

| Unknown route-map component "HSTeBHF" |

| Enter and exit tunnel |

| Stop on track |

| Stop on track |

| Enter and exit short tunnel |

| Unknown route-map component "KBHFxe" |

| Unknown route-map component "exLCONTf" |

| Continuation backward |

| Station on track |

| Unknown route-map component "CONTgq" | Unknown route-map component "ABZgr" |  |

| Unknown route-map component "eHST" |

| Unknown route-map component "CONTgq" | Unknown route-map component "ABZg+r" |  |

| Station on track |

|  | One way leftward | Unknown route-map component "CONTfq" |

Il tracciato della linea ha un andamento Sud/Nord, attraversando tutta la Brianza.
Partendo da Milano Bovisa-Politecnico, con un tracciato sinuoso, con curve di raggio spesso ridotto, attraversa i quartieri periferici milanesi di Affori e Bruzzano, per poi piegare decisamente verso Cormano, la cui stazione è in comune con Cusano Milanino, sino a qualche anno fa sede di un importante traffico merci dopo una curva.
A questo punto la linea punta decisamente verso Paderno Dugnano, la cui stazione è posta in pieno centro cittadino, per poi curvare nuovamente sulla destra per raggiungere la frazione di Palazzolo Milanese e poi il comune di Varedo, da cui poi la linea percorre una nuova curva verso sinistra per andare a servire la stazione di Bovisio Masciago-Mombello. Lì un lungo rettilineo porta i treni prima a Cesano Maderno e poi a Seveso, dove termina il doppio binario. Da Seveso si dirama per un breve tratto che unisce la linea alla stazione di Camnago-Lentate.
I treni, con una decisa curva sulla destra, si dirigono poi verso Meda, e da Meda proseguono, con un tracciato molto sinuoso e, per certi versi, simile a quello di una tranvia, verso Cabiate e Mariano Comense, stazione dotata di un binario tronco e due binari passanti.
Da Mariano inizia il tracciato più verde della linea, che intraprende un lungo rettilineo sino a Carugo-Giussano e, dopo una curva in rilevato, Arosio, la cui stazione è posta davanti alla chiesa parrocchiale.
Da Arosio i treni, con un tracciato ricco di curve attraversano una zona collinare, per poi portarsi a mezza costa nella stazione di Inverigo, luogo panoramico definito il "balcone della Brianza".
Ancora un tracciato ricco di curve nella verdeggiante Brianza e il treno raggiunge la stazione di Lambrugo-Lurago.
Da qui i convogli attraversano un bosco dal quale si scorgono gli specchi d'acqua che compongono l'oasi di Baggero, un'area umida creata da una vecchia cava di marna cementizia della vicina cementeria di Merone, visibile dalla successiva stazione omonima.
Merone, oltre alla cementeria, presenta la particolarità di essere stazione di incrocio con la linea RFI Como-Lecco.
Da qui si giunge a Erba; per consentire il prolungamento della linea fino ad Asso. nel 1922, l'originaria stazione di testa di Erba-Incino, che sorgeva nell'asse di quello che divenne in seguito corso XXV Aprile, venne soppressa a favore di un nuovo impianto realizzato sull'asse di via Dante. Il primo impianto era servito dalla tranvia Como-Erba-Lecco, anch'essa oggetta di modifiche dovute al suo prolungamento inaugurato nel 1928. Al tempo stesso la nuova stazione di Erba divenne una delle più importanti delle ferrovie Nord Milano per trasporto merci. In seguito lo scalo merci di Erba venne quasi totalmente dismesso.
Da Erba inizia l'ultimo tratto, un tratto degno delle migliori ferrovie di montagna. Da Erba, dopo una curva, si attraversa il fiume Lambro e si raggiunge la fermata, chiusa al traffico, di Lezza-Carpesino, che prende il nome dai due quartieri a cavallo dei quali è situata.
Da qui il treno percorre un rilevato che sovrasta il paese di Pontelambro e che termina nell'omonima stazione.
I treni quindi attraversano la galleria Caslino d'Erba, la più lunga della rete delle FerrovieNord, e raggiungono la fermata omonima, che sorge in una zona tra le più fredde della Lombardia, tanto che nei mesi invernali l'acqua che percola dalla roccia a fianco della ferrovia facilmente ghiaccia.
Da Caslino d'Erba i treni percorrono una dura rampa, con pendenza del 26 per mille, per portarsi su un rilevato che i treni percorrono sino alla prima stazione di Canzo e poi al capolinea di Canzo-Asso.
Dopo aver attraversato la galleria del Grimello i convogli raggiungono il piazzale della stazione di Canzo-Asso, in cui i treni si attestano, su suolo canzese, a pochi passi dal fiume Lambro che, in corrispondenza dell'affluente cascata della Vallategna, divide i due comuni e separa la Brianza dalla Vallassina.

## Il prolungamento verso Bellagio mai realizzato
A seguito dell'apertura della Milano-Erba, avvenuta il 31 dicembre 1879, si ipotizzò di prolungare ulteriormente la linea ferroviaria, per connettere Erba con Bellagio attraverso la Vallassina e Valbrona: nella primavera del 1893 venne approntato il progetto, ufficialmente avallato dalle Ferrovie Nord Milano. I comuni dove doveva passare la ferrovia si mostrarono interessati: il 26 marzo 1893 il Consiglio Comunale di Valbrona diede parere positivo alla sua realizzazione e il 5 aprile successivo fece domanda in tal senso alla deputazione provinciale. Nonostante i pareri favorevoli alla realizzazione della Erba-Valbrona-Bellagio, il 31 maggio 1893 la deputazione provinciale evidenziò come il tratto Asso-Bellagio avrebbe fatto concorrenza alle linee Milano-Lecco-Varenna e Milano-Como, oltre ad apparire sovradimensionato a fronte della scarsa popolazione dei paesi oltre Asso. Veniva quindi giudicato sufficiente il ramo Erba-Asso, ai fini dell'agevolazione dello sviluppo delle industrie della zona e il miglioramento della mobilità dei passeggeri, con particolare riguardo per i villeggianti milanesi. Nella successiva sessione ordinaria convocata per il 14 settembre 1893, la deputazione provinciale venne nuovamente chiamata ad esprimersi in merito e confermò il proprio parere negativo per la Erba-Bellagio.
Nel 1898 il progetto di cinque anni prima venne ripreso per la sola costruzione del tratto Erba-Canzo-Asso: i lavori partirono nel 1913, ma vennero presto interrotti dallo scoppio della prima guerra mondiale; occorse attendere il 16 giugno 1922 perché il tronco in oggetto fosse inaugurato
Nel marzo 1995, per iniziativa della Comunità Montana del Triangolo Lariano, il progetto del prolungamento verso Bellagio venne inserito tra le infrastrutture prioritarie in vista della stesura del Piano di Coordinamento Territoriale Provinciale, ma anche in questo caso non si ebbe alcun esito concreto.

### Percorso
| Continuation backward |

| Unknown route-map component "KRW+l" | Unknown route-map component "xKRWgr" |  |

| Straight track | Unknown route-map component "exKBHFe" |  |

| Unknown route-map component "uexCONTgq" | Unknown route-map component "emKRZu" | Unknown route-map component "uexBHFq" | Unknown route-map component "uexCONTfq" |  |

| Station on track |

| Unknown route-map component "CONTgq" | Unknown route-map component "xABZgr" |  |  |  |

| Unknown route-map component "exLBHF" |

| Unknown route-map component "exLHST" |

| Unknown route-map component "exLBHF" |

| Unknown route-map component "exTUNNEL2" |

| Unknown route-map component "exWBRÜCKE1" |

| Unknown route-map component "exLHST" |

| Unknown route-map component "exLBHF" |

| Unknown route-map component "exWBRÜCKE1" |

| Unknown route-map component "exWBRÜCKE1" |

| Unknown route-map component "exWBRÜCKE1" |

| Unknown route-map component "exBRK3" |

| Unknown route-map component "exWBRÜCKE1" |

| Unknown route-map component "exTUNNEL2" |

| Unknown route-map component "exLHST" |

| Unknown route-map component "exLHST" |

| Unknown route-map component "exLHST" |

| Unknown route-map component "exTUNNEL2" |

| Unknown route-map component "exLHST" |

| Unknown route-map component "exTUNNEL2" |

| Unknown route-map component "exLKBHFe" |

| Continuation backward |

| Unknown route-map component "KBHFxe" |

| Unknown route-map component "exTUNNEL2" |

| Unknown route-map component "exLBHF" |

| Unknown route-map component "exTUNNEL2" |

| Unknown route-map component "exLKBHFe" |

#### Progetto del 1893
Il primo progetto del prolungamento da Erba-Incino (nuova) a Bellagio prevedeva un tracciato lungo km. 26,500, dei quali 1.250 metri percorsi entro quattro gallerie. Affrontando notevoli dislivelli e pendenze e superando con ponti e viadotti vari rivi, strade consortili, mulattiere e selvagge valli, avrebbe assicurato un collegamento diretto tra Milano, Bellagio e il lago. Le stazioni previste erano Ponte-Lezza, Canzo, Asso, Candalino-Maisano, Onno, Vassena, Limonta Alta, Regatola.
La linea avrebbe aggirato l'abitato di Canzo in leggera salita fino alla località Villa Verza, ove sarebbe stata ricavata l’entrata della galleria sotto il monte di Cranno, lunga 224,70 metri. All'uscita di questo traforo, una volta oltrepassato il Rivo Valle Tigna o il Foce mediante un ponte in muratura di 4 metri da costruirsi nei pressi del campo sportivo o all’incirca dove poi sorse la caserma dei Carabinieri, si sarebbe situata la fermata di Asso. Dopo una breve salita, il sedime avrebbe lambito Cascina Cornareno, attraversato la piana del Foce lasciando sulla sinistra l'abitato di Visino e, percorrendo marginalmente la piana da Carecc, raggiunto la stazione di Candalino-Maisano (che avrebbe servito tutta la relativa valle e sarebbe stata costruita presso la fornace di calce Fratelli Tacchini). La ferrovia avrebbe quindi percorso il tracciato della prevista variante di Osigo e, una volta oltrepassata la strada mulattiera detta del Mago, avrebbe lasciato sulla sinistra il cimitero per poi iniziare una dolce discesa tra campi e prati. Lambendo l'antica chiesa di San Rocco e dopo aver fiancheggiato la valle di Caprante, avrebbe superato i torrenti Valle di Campei, Valuscia e Val di Tovera mediante ponti di limitata lunghezza, quindi un viadotto a sette archi in muratura lungo 120 metri (e presidiato da due caselli) avrebbe scavalcato la valle sotto San Giorgio. All’altezza del torrente Val Bianca, dopo un tratto in galleria di circa 200 metri, sarebbe sorta la stazione di Onno, seguita a poca distanza da quella di Vassena in località Castolo. Successivamente il sedime avrebbe raggiunto lo scalo di Limonta (o Limonta Alta) lambendo Cascina Uccia, per poi imboccare la galleria sotto Visgnola, alla cui uscita si sarebbe situata la stazione di Regatola. Dopo questa località la linea avrebbe oltrepassato il viale di Villa Giulia e, in località Aureggio, alle spalle di Villa Melzi, avrebbe superato l’ultima galleria, la cui uscita l'avrebbe infine condotta a Bellagio: la stazione capolinea sarebbe sorta in prossimità del Grande Hotel Bretagne.

#### Progetto del 1995
Il secondo progetto, messo a punto per iniziativa della Comunità Montana del Triangolo Lariano, prevedeva che il tracciato, partendo dalla stazione di Canzo-Asso, proseguisse in galleria per oltrepassare il paese di Asso, per poi tornare in superficie fino a Barni, ove un secondo traforo l'avrebbe infine condotto fino a Visgnola, frazione di Bellagio.

## Traffico

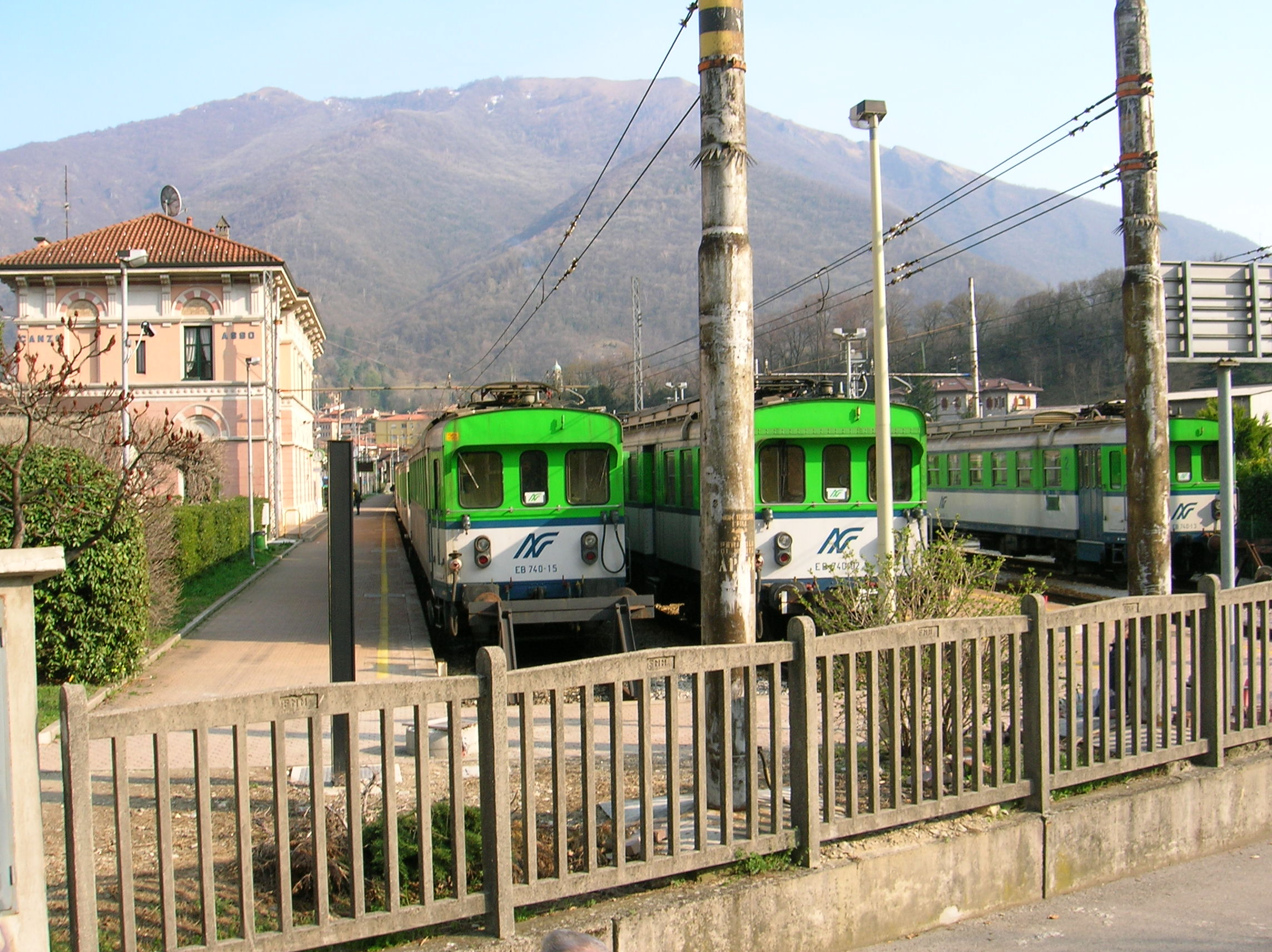
Convogli in livrea "regionale" FNM presso la stazione di Canzo-Asso nel 2006.

Dal 12 dicembre 2004 lungo questa linea ferroviaria si articolano due tipologie di servizio:
- un servizio di tipo suburbano, costituito dalle linee S2 e S4 del servizio ferroviario suburbano di Milano.
- un servizio di tipo regionale, costituito dalla linea R16.

I servizi suburbani, che per definizione fermano in tutte le stazioni, effettuano servizio, per quanto riguarda la linea S2, sulla relazione Milano Rogoredo–Seveso, con alcune corse prolungate su Meda e Mariano Comense e, per quanto riguarda la linea S4, sulla relazione Milano Cadorna–Seveso–Camnago-Lentate (capolinea posto sulla vicina Milano-Chiasso), mentre i treni regionali servono la relazione Milano Cadorna–Seveso–Asso, percorrendo quindi l'intera tratta nelle due direzioni, e fermano in tutte le stazioni solo fra Asso e Cesano Maderno comprese, mentre nel resto della tratta fermano solo a Milano Affori, Milano Bovisa Politecnico e Milano Domodossola.
Per carenze infrastrutturali e per i diversi lavori in corso lungo la tratta, tali servizi non sono pienamente a regime secondo i criteri teorici che definiscono le caratteristiche del servizio ferroviario suburbano e regionale lombardo. L'implementazione futura dovrebbe prevedere il completo cadenzamento semiorario delle linee suburbane S2 e S4, ad oggi ancora cadenzate in maniera imperfetta a 10’/20’ tra loro (anziché ogni 15’) nella tratta Milano Bovisa Politecnico-Seveso (ed inoltre la linea S2 è operativa solamente nei giorni lavorativi), per permettere di inserire i treni regionali da e per Asso nelle finestre di 20’. Il superamento delle mancanze infrastrutturali permetterebbe inoltre la logica divisione tra servizio suburbano e regionale, con la velocizzazione di quest'ultimo, oggi costretto a transitare senza fermarsi nelle stazioni del contesto suburbano.
La media degli indici di affidabilità relativa all'anno 2008 si attestò al 4,62% circa ed è risultata essere la più alta tra le altre medie calcolate sulle restanti linee gestite all'epoca da LeNord (Milano-Novara 2,71%, Milano-Varese-Laveno 1,96% e Milano-Como 1,78%).

## Incidenti
Il 12 ottobre 2008, attorno alle 18:45, il treno regionale 668 di LeNord, in servizio da Canzo-Asso a Milano Cadorna, effettuato con un convoglio del tipo Treno Alta Frequentazione (TAF), deragliò all'interno della galleria tra le stazioni di Caslino d'Erba e Pontelambro-Castelmarte a causa del posizionamento doloso di grate metalliche e blocchi di cemento sulle rotaie. La rapidità del macchinista nell'azionare il freno d'emergenza e la bassa velocità alla quale il convoglio stava procedendo minimizzarono le conseguenze, in quanto tutti i circa 200 passeggeri a bordo uscirono praticamente illesi dall'incidente (solo uno di essi riportò lievi contusioni), che tuttavia provocò una prolungata interruzione del servizio di linea e danni all'infrastruttura e al mezzo coinvolto per un valore di circa 100 000 euro. Le indagini si concentrarono su un gruppo di adolescenti originari della zona, tutti minorenni, che erano stati più volte visti dai residenti attorno alla linea e dal personale ferroviario camminare lungo la massicciata, introdursi nella galleria e praticare atti vandalici, posizionando altri oggetti di minori dimensioni sulle rotaie per vederli travolti dai treni in transito. Vennero individuati due quindicenni, che tre giorni dopo, messi alle strette dagli inquirenti, confessarono di aver rubato griglie e blocchi di cemento da un vicino cantiere, di averli messi sulle rotaie al solo scopo di osservare l'effetto che avrebbero causato e, addirittura, di essere saliti sul treno deragliato dopo aver collocato gli ostacoli nel tentativo di deviare i sospetti. Rinviati a giudizio insieme ad altri coetanei che avevano a loro volta commesso bravate a danno dell'infrastruttura ferroviaria con l'accusa di attentato alla sicurezza dei trasporti, vennero affidati ai servizi sociali; nel 2011, in ragione del loro ravvedimento e della buona condotta, il Tribunale per i minorenni di Milano dichiarò estinto il reato.
Il 28 marzo 2019, intorno alle ore 18:40, due convogli TSR di Trenord (TSR R6 079 e TSR R4 095 e unità EB 711-157 ed EB 711-189) si scontrarono a bassa velocità presso la stazione di Inverigo, a causa di un errore umano del macchinista del 157, che aveva ignorato un segnale di arresto. L’incidente provocò alcune decine di passeggeri contusi. I treni incidentati vennero rimossi e portati nei depositi Ferrovienord di Erba e Milano Cadorna, dove furono per qualche tempo sottoposti a sequestro da parte della Polizia ferroviaria. Il personale del treno che aveva violato il semaforo rosso fu incriminato per disastro colposo e lesioni colpose: il capotreno e un allievo macchinista che si trovava a bordo patteggiarono rispettivamente un anno e 3 mesi e 7 mesi di reclusione, mentre il macchinista fu rinviato a giudizio con rifiuto della concessione del rito abbreviato.

### Esplicative
1. ↑  Le convenzioni in ambito ferroviario prevedono che una stazione chiamata con i nomi di due o più località può essere anche indicata in forma breve con il nome della prima località. Nei casi in cui esiste già un impianto con tale nome, come questo (esiste un impianto denominato "Canzo"), le stesse convenzioni prevedono che si utilizzi il nome della seconda località a cui è intitolata la stazione, in questo caso Asso, come forma breve, al fine di evitare confusione fra i due scali. Nella voce si utilizzeranno quindi il termine "Canzo" per indicare la stazione di Canzo ed il termine "Asso" per indicare la stazione di Canzo-Asso, anche se quest'ultima stazione non si chiama solamente "Asso" e non è neppure posizionata all'interno del territorio di Asso.
2. ↑  L'originario edificio della stazione, composto da un fabbricato viaggiatori di modeste dimensioni, venne demolito negli anni novanta e ricostruito

### Bibliografiche
1. ↑  FNM S.p.A. Bilancio d'esercizio Anno 2008. p. 14
2. 1 2  G. Cornolò, p. 14.
3. ↑  G. Cornolò, p. 14.
4. ↑  Il 16 luglio fu aperto il tronco Milano Bovisa-Paderno Dugnano, il 14 agosto i treni giunsero a Bovisio Masciago-Mombello, mentre il 27 settembre fu allacciata la stazione di Seveso San Pietro. Il 18 ottobre la ferrovia giunse a Mariano Comense e il 22 novembre a Inverigo.  Trenidicarta.it - Prospetto cronologico dei tratti di ferrovia aperti all'esercizio dal 1839 al 31 dicembre 1926, su trenidicarta.it. URL consultato il 23 agosto 2008.
5. ↑  G. Cornolò, p. 15.
6. ↑  G. Cornolò, p. 161.
7. 1 2  G. Cornolò, p. 26.
8. ↑  G. Cornolò, p. 27.
9. 1 2  G. Cornolò, p. 34.
10. ↑  G. Cornolò, p. 31.
11. 1 2 3  G. Cornolò, p. 32.
12. ↑   Copia archiviata, su ferroviedismesse.com. URL consultato il 18 dicembre 2021 (archiviato dall'url originale il 5 dicembre 2021).
13. ↑   Copia archiviata (JPG), su ferroviedismesse.com. URL consultato il 10 dicembre 2021 (archiviato dall'url originale il 4 dicembre 2021).
14. ↑  Si veda ad esempio la proposta di Gaetano Canedi del 1879, cfr. Sistema Bibliotecario di Milano.
15. ↑  G. Cornolò, p. 21.
16. ↑  G. Cornolò, p. 63.
17. ↑  G. Cornolò, pp. 63-64.
18. ↑  G. Cornolò, p. 64.
19. ↑  Per i treni che effettuavano servizio sull'intera linea, il cambio di trazione da elettrica a vapore avveniva a Seveso, perché la stazione di Meda era priva di piattaforma girevole. G. Cornolò, p. 163
20. 1 2  G. Cornolò, p. 67.
21. ↑  G. Cornolò, p. 68.
22. ↑  Quattro binari a Milano, in "I Treni" n. 241 (ottobre 2002), p. 7
23. ↑  Nuova stazione a Milano, in "I Treni" n. 249 (giugno 2003), pp. 7-8
24. ↑  Sciolto il nodo a Milano, in "I Treni" n. 297 (ottobre 2007), p. 6
25. ↑   Giorgio Stagni, Il servizio ferroviario regionale - Da Seveso a Camnago, una grande opportunità e qualche malinteso, su miol.it. URL consultato il 2 settembre 2008.
26. ↑  Sergio Viganò, Metropolitane in crescita, a Milano..., in "I Treni" n. 337 (maggio 2011), pp. 20-25
27. ↑   Trenord - Sabato 25 ottobre viene attivata la nuova stazione di Milano Bruzzano, su trenord.it. URL consultato il 25 ottobre 2014 (archiviato dall'url originale il 25 ottobre 2014).
28. ↑  Per un elenco completo vedi  FerrovieNord.it - Progetti Futuri, su fnmgroup.it. URL consultato il 2 giugno 2009 (archiviato dall'url originale il 23 maggio 2008).
29. ↑   Ministero dei trasporti; Regione Lombardia; Provincia di Milano; Provincia di Lecco; Ferrovie dello Stato; FNM; Comune di Milano; Comuni dell’Assemblea dei Sindaci della Brianza e del Lecchese, Protocollo d'intesa per la definizione degli interventi a completamento e adeguamento del sistema dei trasporti su ferro per l'area della Brianza". Punto 5 - Interramento ed ammodernamento della linea FNM Milano-Asso (PDF), su sevesoviva.altervista.org. URL consultato il 2 settembre 2008.
30. ↑   Via libera al terzo binario Affori-Cusano: Cormano guadagna ciclabile e nuova strada, su ilnotiziario.net. URL consultato il 29 giugno 2017.
31. ↑   Milano-Seveso: partono i lavori per il terzo binario fino a Cusano-Cormano, su milanopost.info. URL consultato il 14 febbraio 2020.
32. ↑   Lorenzo Pallotta, Ferrovie: Lombardia, attivato il terzo binario tra Affori e Cormano, su Ferrovie.Info, 19 novembre 2021. URL consultato il 25 maggio 2024.
33. ↑   Ferrovie: approvato il raddoppio delle tratte Seveso-Meda e Seveso-Camnago, su mbnews.it. URL consultato il 25 marzo 2020.
34. ↑   Ferrovie, raddoppio della tratta Arosio-Inverigo. La Regione approva il progetto di fattibilità, su espansionetv.it. URL consultato il 24 marzo 2020.
35. ↑   Seveso: al via il maxi cantiere di Fnm. Cosa cambierà e quanto dureranno i lavori, su ilgiorno.it. URL consultato il 1º novembre 2023.
36. ↑   Raddoppio della Arosio-Inverigo al palo: non ci sono fondi per la linea ferroviaria, su laprovinciadicomo.it. URL consultato il 6° ottombre 2024.
37. ↑   Ferrovie.it - Terzo binario Affori - Cormano, aperto il sottopasso di Via Oroboni a Milano, su Ferrovie.it. URL consultato il 25 maggio 2024.
38. ↑   Redazione "La Città", Entra in funzione (finalmente) il terzo binario, nuovi treni Cormano-Bovisa, su La Città, 24 maggio 2024. URL consultato il 25 maggio 2024.
39. 1 2   Gabriele Ruotolo, Partono i lavori di potenziamento del nodo ferroviario di Seveso, su FERROVIENORD, 31 ottobre 2023. URL consultato il 23 giugno 2024.
40. ↑  FerrovieNord S.p.A. Bilancio d'esercizio 2007. p. 4.
41. ↑  http://www.ferroviedismesse.com/images/scheda520.jpg
42. ↑  Progetto originale del 1893
43. ↑  Secondo progetto del 1995
44. 1 2 3 4 5 6 7 8 9  La Storia corre sui binari: la ferrovia a Valbrona un sogno di fine '800 rimasto sulla carta (Fulvio Paredi)
45. 1 2 3 4 5 6 7 8   100 ANNI FERROVIA ERBA-ASSO (al minuto 32:52), su YouTube, Televallassina, 15 giugno 2022.
46. ↑  Valori calcolati con media aritmetica a partire dagli indici dei singoli mesi da Gennaio 2008 a Dicembre 2008 visualizzabili sul  Portale Trasporti Lombardia, su trasporti.regione.lombardia.it. URL consultato il 22 febbraio 2009 (archiviato dall'url originale il 25 agosto 2007).
47. ↑  Treno deragliato a Como, confessano i due minorenni - repubblica.it, 15 ottobre 2008
48. ↑  Deragliamento: arriva il conto - ilgiorno.it, 17 ottobre 2008
49. ↑  Nel mirino vandali minorenni - ilgiorno.it, 14 ottobre 2008
50. ↑  Treno deragliato a Como, due 15enni confessano: «Lo facevamo come passatempo» - ilmessaggero.it, 15 ottobre 2008
51. ↑  Sono stati due adolescenti a far deragliare il treno - laprovinciadicomo.it, 15 ottobre 2008
52. ↑  Sassi sui binari. Indagati due ragazzini - laprovinciadicomo.it, 18 ottobre 2008
53. ↑  Treno deragliato:Polizia Ferroviaria denuncia due minorenni - poliziadistato.it, 15 ottobre 2008
54. ↑  Avevano fatto deragliare il treno delle Nord:”Ora sono cambiati” - ciaocomo.it, 29 marzo 2011
55. ↑   Sara Bettoni e Anna Campaniello, Inverigo, macchinista passa col rosso e i due treni si scontrano in stazione, su Corriere della Sera, 29 marzo 2019. URL consultato il 28 ottobre 2023.
56. ↑   Incidente ferroviario a Inverigo (Como): scontro tra treni. URL consultato il 28 ottobre 2023.
57. ↑   Scontro tra treni alle porte della Brianza, oltre 50 passeggeri feriti: aperta inchiesta, su MonzaToday. URL consultato il 28 ottobre 2023.
58. ↑   Scontro fra treni in stazione a Inverigo. Capotreno e allievo patteggiano, su Il Giorno, 21 gennaio 2021. URL consultato il 28 ottobre 2023.
59. ↑   Lorenzo Pallotta, Ferrovie: Incidente di Inverigo, solo il macchinista a processo, su Ferrovie.Info, 17 settembre 2021. URL consultato il 28 ottobre 2023.